# Vale Benfeito
Vale Benfeito es una freguesia portuguesa del municipio de Macedo de Cavaleiros, con 15,86 km² de superficie y 231 habitantes (2001). Su densidad de población es de 14,6 hab/km².